# Down with the Clique
Down with the Clique – czwarty, przedostatni singel promujący debiutancki album amerykańskiej piosenkarki Aaliyah pt. Age Ain’t Nothing but a Number.

## Listy utworów i formaty singla
UK CD single
1. „Down with the Clique (Madhouse Mix; Radio Edit I)”
2. „Down with the Clique (LP Version)”
3. „Down with the Clique (Dancehall Mix)”
4. „Down with the Clique (Madhouse Mix; Radio Edit II)”
5. „Down with the Clique (Madhouse Mix; Instrumental)”

UK 12-inch single
1. „Down with the Clique (Madhouse Mix; Radio Edit I)”
2. „Down with the Clique (Madhouse Mix; Instrumental)”
3. „Down with the Clique (Dancehall Mix)”
4. „Down with the Clique (Madhouse Mix; Radio edit II)”